# London Organising Committee of the Olympic Games and Paralympic Games
Das London Organising Committee of the Olympic Games and Paralympic Games (LOCOG) war verantwortlich für die Planung und Organisation der Olympischen Spiele und der Paralympics 2012 in London. Es wurde am 3. Oktober 2005 durch das britische Ministerium für Kultur, Medien und Sport, die British Olympic Association und den Bürgermeister von London geschaffen. Das LOCOG besaß die Rechtsform einer Private company limited by guarantee und arbeitete eng mit der öffentlich-rechtlichen Olympic Delivery Authority (ODA) zusammen. Seinen Geschäftssitz hatte das LOCOG im Gebäude One Churchill Place am Canary Wharf.

## Vorstand
Die Vorstandsmitglieder des LOCOG waren:
| - Sebastian Coe (Präsident) - Keith Mills (Vizepräsident) - Anne Mountbatten-Windsor - Charles Allen - Muhammad Abdul Bari - Philip Craven - Paul Deighton - Jonathan Edwards - Tony Hall - Andrew Hunt | - Justin King - Stephen Lovegrove - Colin Moynihan - Adam Pengilly - Tim Reddish - Craig Reedie - Martin Stewart - Robin Wales - Neil Wood |

## Geschäftsleitung
Die Geschäftsleitungsmitglieder des LOCOG waren:
| - Douglas Arnot (operative Leitung) - Jackie Brock-Doyle (Kommunikation und Öffentlichkeit) - James Bulley (Anlagen und Infrastruktur) - Sebastian Coe (Vorstandspräsident) - Paul Deighton (CEO) - Richard George (Transport) - Nigel Garfitt (Olympische Dörfer und Dienste) - Chris Holmes (paralympische Integration) - Sue Hunt (strategische Programme) | - Debbie Jevans (Sportdirektorium) - Ian Johnston (Sicherheit und Belastbarkeit) - Terry Miller (Rechtliches) - Keith Mills (Vize-Vorstandspräsident) - Bill Morris (Kultur, Zeremonien und Bildung) - Gerry Pennell (Informationstechnologie) - Jean Tomlin (Personal) - Chris Townsend (Werbung) - Neil Wood (Finanzen) |